# Douro (DOC)
Pour les articles homonymes, voir Douro (homonymie).
Le douro est une appellation d'origine (DOC)  portugaise dont les vins sont produits dans le terroir viticole de la vallée du Douro, qui couvre les sous-régions de Baixo Corgo, Cima Corgo et Haut Douro, au nord du pays, des deux côtés des berges du Douro.

## Géographie
Ce terroir est le même que celui qui produit les vins de Porto. La zone recouvre les treize concelhos : Mesão Frio, Peso da Régua, Santa Marta de Penaguião, Vila Real, Alijó, Sabrosa, Carrazeda de Ansiães, Torre de Moncorvo, Lamego, Armamar, Tabuaço, São João da Pesqueira et Vila Nova de Foz Côa

## Encépagement
Pour les vins rouges, ses cépages sont le Bastardo, le Mourisca tinto, la Tinta amarela, la Tinta barroca, la Tinta cão, la Tinta roriz, la Touriga francesa et la Touriga nacional. Les vins blancs sont faits en assemblant le Donzelinho branco, le Gouveio, la Malvasia fina, le Rabigato et le Viosinho.